# Engelsbergi vasmű
Az Engelsbergi vasmű (svéd nyelven: Engelsbergs bruk) egy vasmű Svédország Ängelsberg nevű településén az ország keleti részén Fagersta községben Västmanland megyében. A vasgyárat a svéd Per Larsson Gyllenhöök építtette 1681-ben, majd korának egyik legmodernebb vasgyárává fejlesztette a 18. században. Az Engelsbergi Vasmű 1993-ban az UNESCO világörökség része lett. 

## Története
A régió acélgyártásának története legalább a 13. századig nyúlik vissza. A helyi parasztok ércet bányásztak, valamint elkezdtek különféle fejletlen kemencéket kialakítani a fémek gyártásához. A 16. század végére korszerű gyártási technológiát fejlesztettek ki Engelsbergben és a ennek következtében a termelékenység nagyban megnövekedett a következő évtizedek során.

## Jellemzői
A védett épületek közé tartozik egy vidéki kastély épülete, a minőségellenőr háza, valamint az olvasztóház a nagyolvasztó kemencével.

## UNESCO világörökségi helyszín
Az Engelsbergi vasmű az UNESCO világörökségi helyszíne 1993 óta. A listára való felkerülést az UNESCO az alábbiakkal magyarázta:
„Svédország minőségi acélgyártása vezető hatalommá tette az országot ezen a téren a 17. és 18. századok során. Jelen helyszín a legjobb állapotban fennmaradt és legteljesebb példája a svéd acélgyártás eme formájának.”

## Galéria

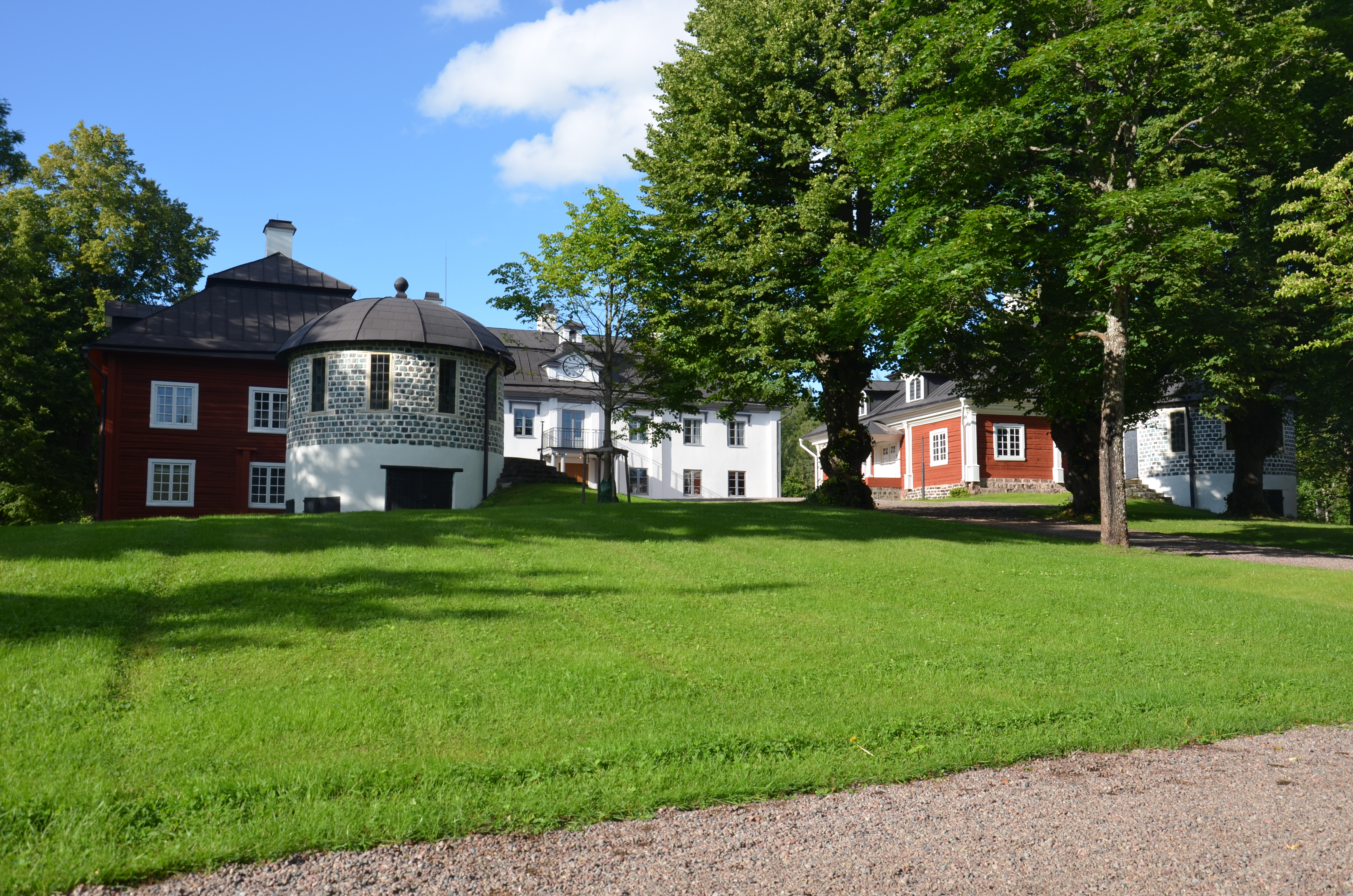
A kastély és annak épületszárnyai
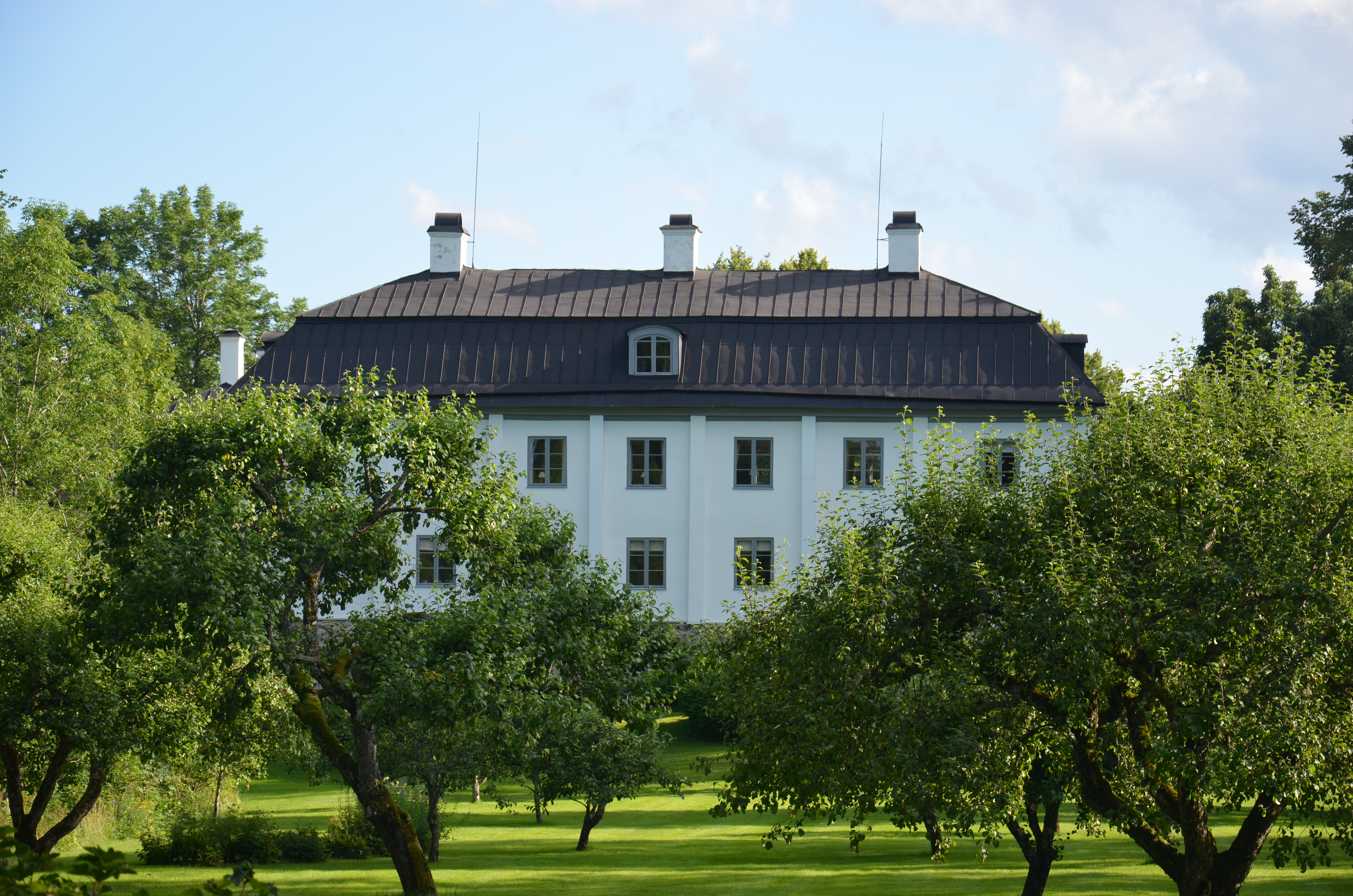
A kastély a kastélykert felől nézve
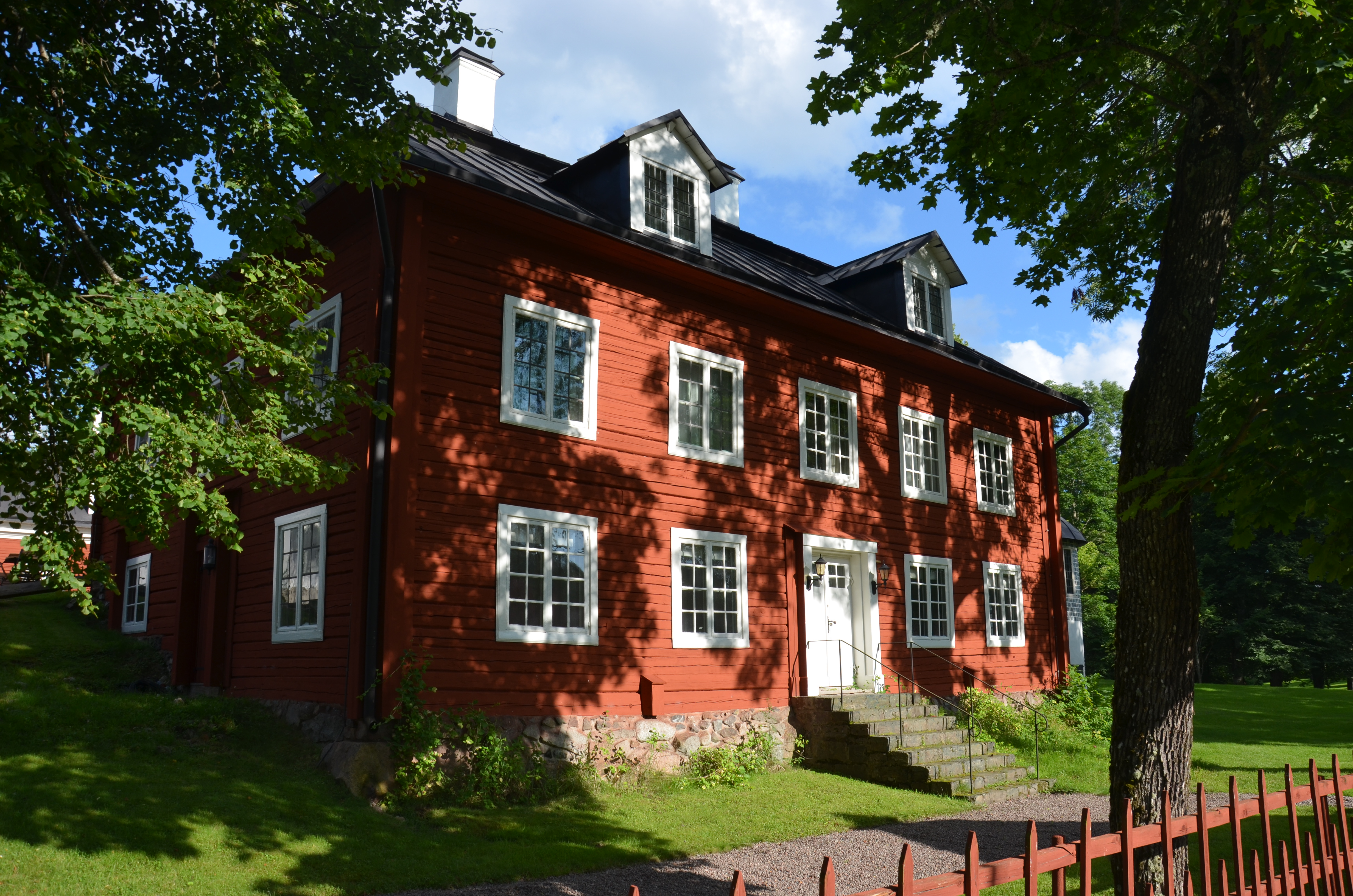
A kastély nyugati szárnya
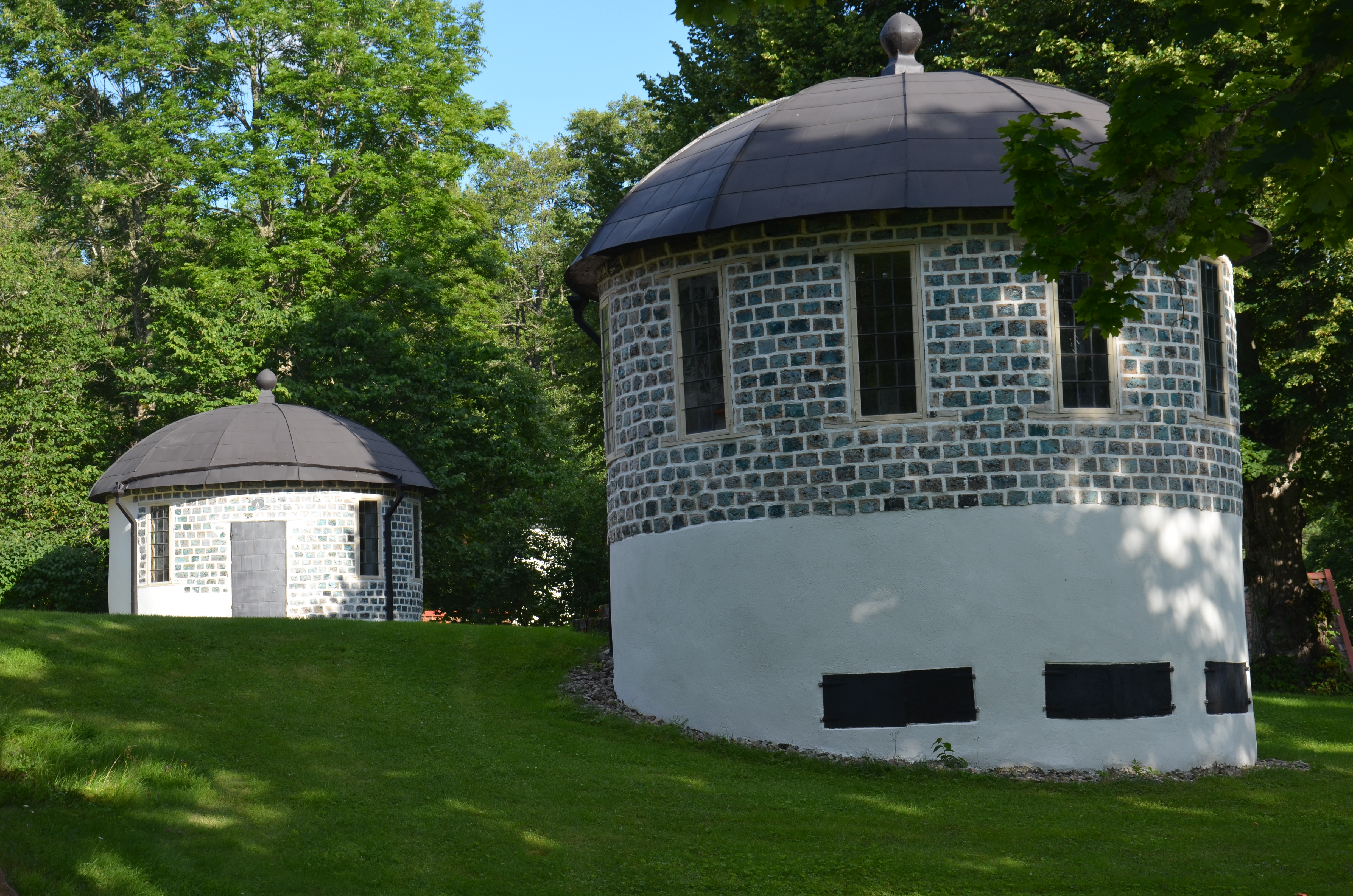
A két torony
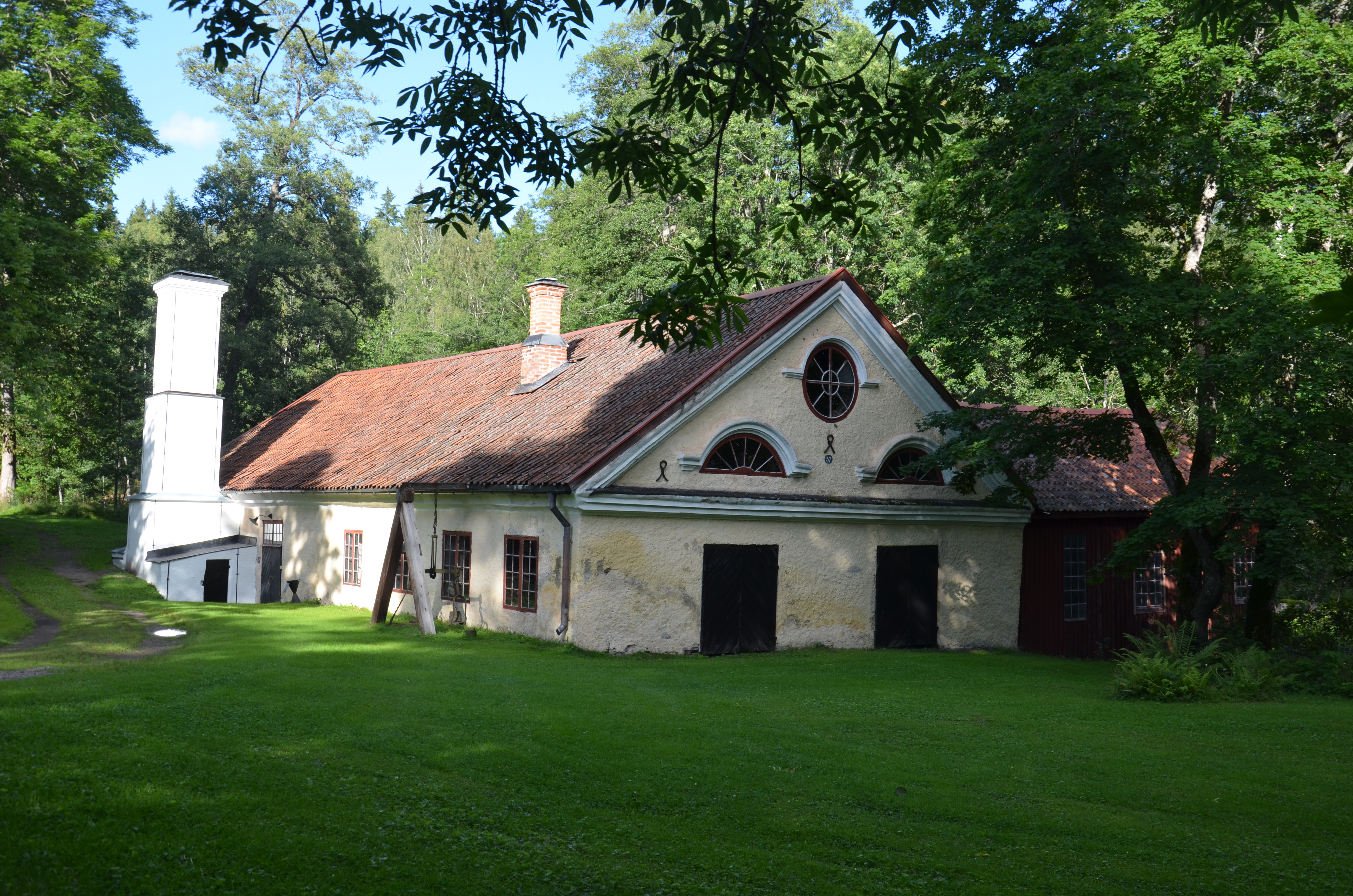
Az egykori kohó
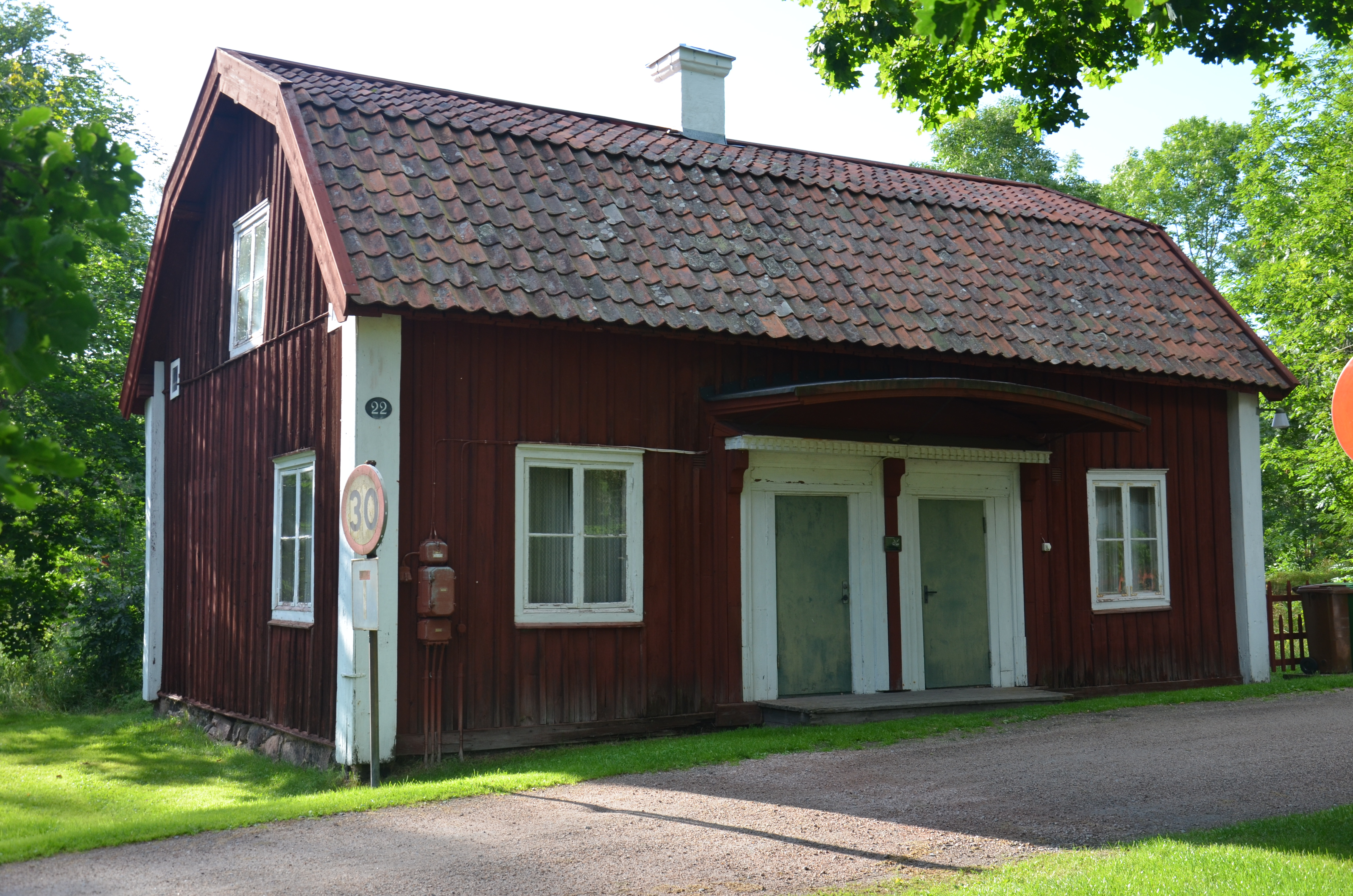
A régi iroda
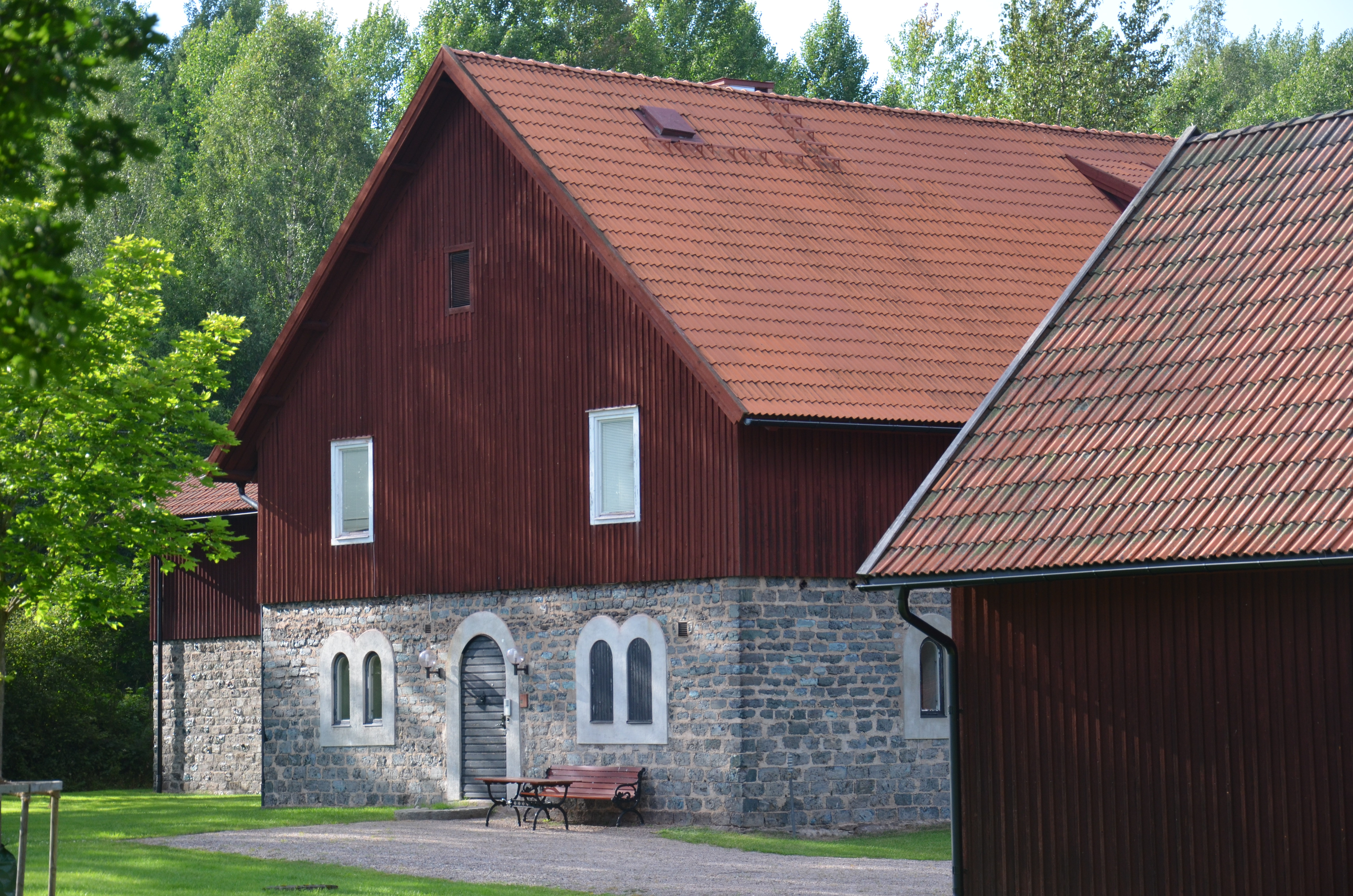
Az Axel Johnson csoport archív felvétele
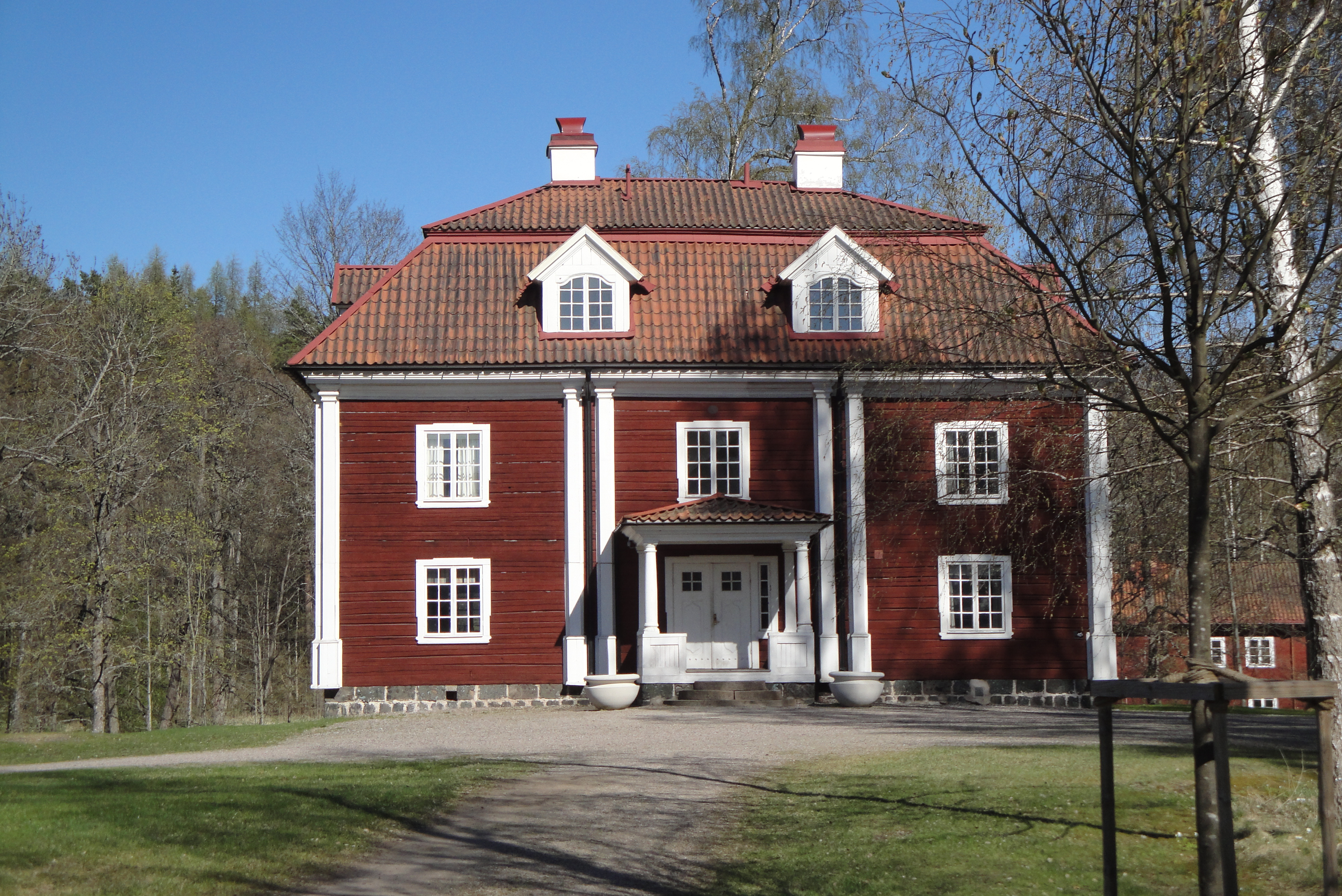
Az új iroda
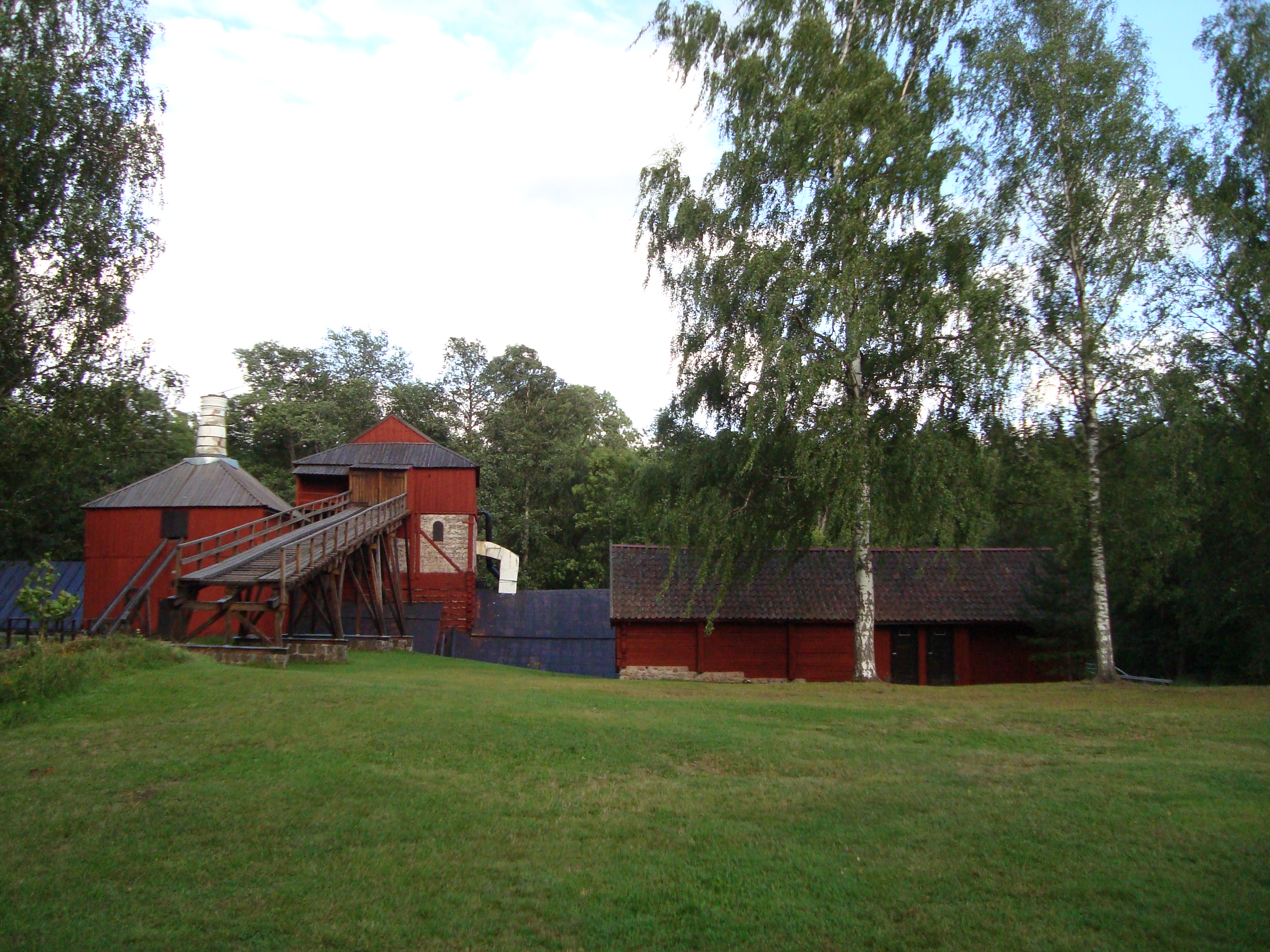
Az olvasztókemence

## Fordítás
- Ez a szócikk részben vagy egészben  az   Engelsberg Ironworks című angol Wikipédia-szócikk ezen változatának fordításán alapul.  Az eredeti cikk szerkesztőit annak laptörténete sorolja fel. Ez a jelzés csupán a megfogalmazás eredetét és a szerzői jogokat jelzi, nem szolgál a cikkben szereplő információk forrásmegjelöléseként.